# KZ-Außenlager Kaufering III

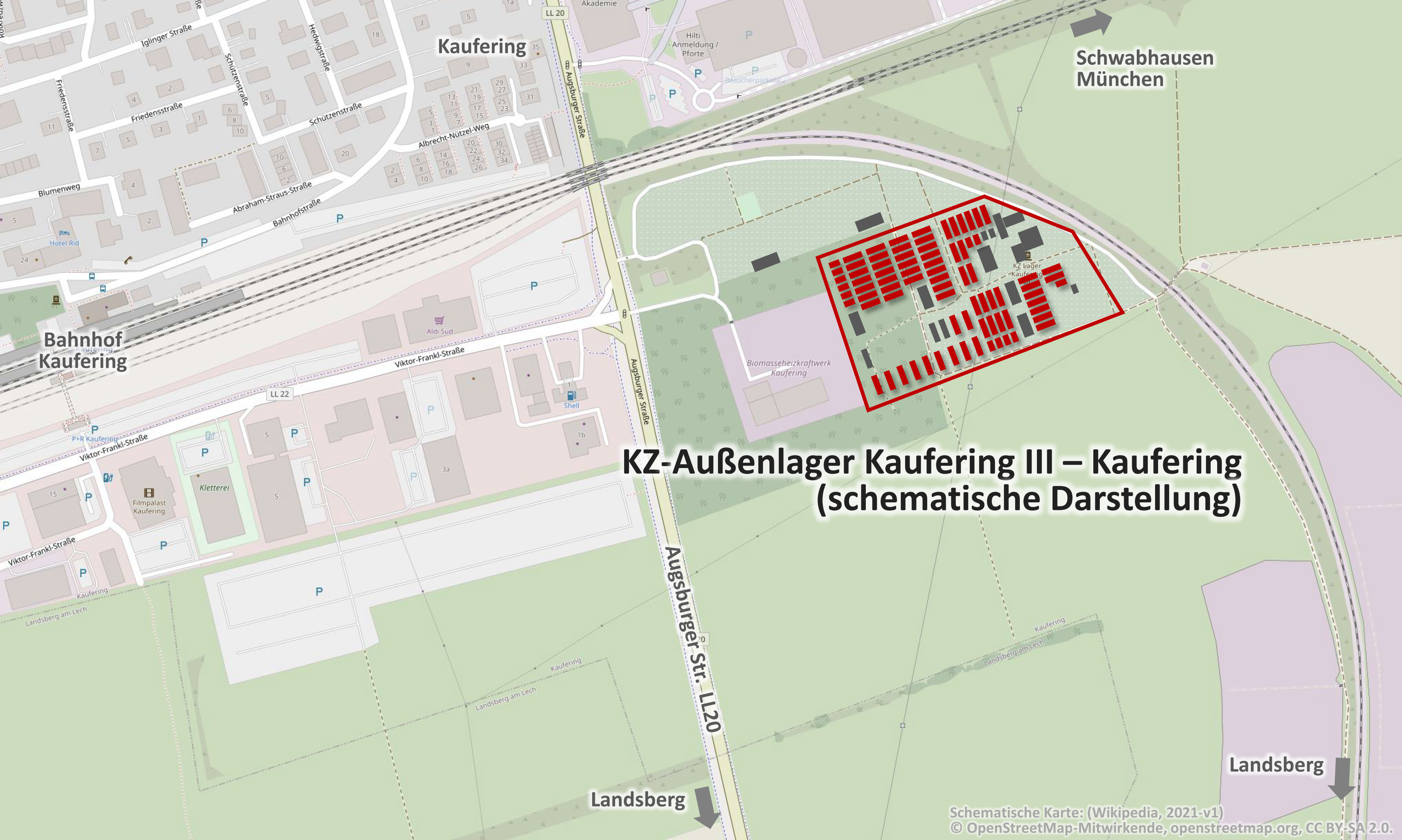
Schematische Karte KZ-Außenlager Kaufering III – Kaufering, 1945. (s. a. Luftbilder)

Das KZ-Außenlager Kaufering III war das erste der elf Lager des Außenlagerkomplexes Kaufering, des größten Komplexes der 169 Außenlager des Konzentrationslagers Dachau mit der Funktion des Hauptlagers mit Kommandantur. Diese Funktion ging im September 1944 an das KZ-Außenlager Kaufering I – Landsberg über. Das Lager Kaufering bekam somit seine endgültige Bezeichnung Kaufering III. Das KZ-Außenlager befand sich südöstlich des Bahnhofs Kaufering in der Kurve des Gleises Richtung Landsberg.
Unter der örtlichen Leitung der Organisation Todt mussten die im Mittel mehr als 2000 Gefangenen bei völlig unzureichender Ernährung härteste Arbeit für die Baufirma Leonhard Moll am Großbunker Weingut II verrichten, die Vernichtung durch Arbeit hatte Vorrang.

## Entstehungshintergrund
Nach der Luftoffensive der Alliierten im Februar 1944 war die deutsche Rüstungsindustrie schwer getroffen. Die Flugzeug-Produktion sollte mittels U-Verlagerung unter die Erde verlagert werden, mit der Leitung beauftragt war der Jägerstab mit weitreichenden Vollmachten. Dieser beauftragte die Organisation Todt (OT) mit Organisation und Herstellung der Großbunker, ursprünglich geplant war eine Länge von 400 Metern bei einem Innendurchmesser von 85 Metern und 25 Metern Innenhöhe, mit mindestens fünf Metern Wandstärke. Mit dem massiven Einsatz von mehr als 30.000 größtenteils an Baufirmen vermieteten KZ-Häftlingen im KZ-Außenlagerkomplex Kaufering sollten drei Großbunker für die Fertigung u. a. des Strahlflugzeugs Messerschmitt Me 262 erstellt werden. Gefangene des KZ-Außenlagers Kaufering III mussten für die Firma Leonhard Moll bei minimaler Ernährung unter härtester körperlicher Arbeit vor allem Erd- und Betonarbeiten am Bunker Weingut II verrichten. Wenn die Gefangenen auch für die Arbeit benötigt wurden, hatte ihre Vernichtung durch Arbeit Vorrang. Der von den Inhaftierten nach der Baufirma benannte „Moll-Bunker“ wurde bis Kriegsende zu zwei Dritteln fertiggestellt und ist nach Fertigstellung Anfang der 1960er Jahre Bestandteil der Welfen-Kaserne der Bundeswehr.

## Errichtung und Betrieb des KZ-Außenlagers
Am 18. Juni 1944 wurden die ersten 1000 Häftlinge des gesamten KZ-Außenlagerkomplexes Kaufering aus dem KZ Auschwitz überstellt. Sie wurden im KZ-Außenlager Kaufering III in der Kauferinger Gleiskurve südöstlich des Bahnhofs interniert, wo diese Gefangenen aus Ungarn, viele aus Siebenbürgen, auf zuvor für landwirtschaftliche Zwecke genutzter Fläche das Lager aufbauen mussten. Bereits zuvor waren 22 Funktionshäftlinge aus dem KZ Dachau dorthin überstellt worden. Bis zum September hatte das zunächst noch Kaufering I genannte Außenlager die Funktion des Hauptlagers, diese wurde dann an das KZ-Außenlager Kaufering I – Landsberg übertragen. Später waren in Kaufering III im Schnitt 2000 Männer, zudem 339 Frauen interniert, in 56 Erdhütten für Männer, 13 für Frauen und 11 Hütten für Kranke. Sie mussten für Leonhard Moll Eisenbahn- und Betonbau an der Bunker-Baustelle Weingut II arbeiten, wie auch beim Anlegen von Gleistrassen und dem Bau des späteren KZ-Außenlagers Kaufering II – Igling. Das KZ-Außenlager war auch nachts beleuchtet, somit für vorbei fahrende Bahnreisende als solches zu erkennen.

„‚Arbeitskommando Weingut, im Gleichschritt – marsch!! Links – 2 – 3 – 4 – links – 2 – 3 – 4 […]‘ Auch unter uns, die wir zur Arbeit auf Außenkommandos gehen mußten, konnte der eine, in ein schlechteres Kommando eingeteilt, den andern beneiden, weil der eben nicht das Unglück hatte, im tiefen Lehmboden watend, auf einem steilen Abhang, 12 Stunden im Tag die Kipper einer Feldbahn entleeren zu müssen. Auf diesem Kommando gab es die meisten, gab es tägliche und oft tödliche Unfälle.“

Während die anderen Kauferinger Lagerbücher von der SS verbrannt wurden, blieb das des KZ-Außenlager Kaufering III erhalten, da es von einem Häftling versteckt wurde. Dort ist nachzulesen, dass am 1. Juli und 25. Oktober 1944 Schwerkranke ins KZ Auschwitz deportiert wurden. Laut O. T. waren am 14. April 1945 noch 1484 Gefangene im Lager. Die Räumung des Lagers wurde etwa zur Hälfte am 23. oder 24. April 1945 über einen Todesmarsch über Fürstenfeldbruck zum KZ-Außenlager München-Allach, zum anderen über die Zwischenstation KZ-Außenlager Kaufering I – Landsberg durchgeführt.
Bekannte Gefangene des Lagers Kaufering III waren unter anderem der Widerstandskämpfer Miroslav Kárný, der Psychiater und Neurologe Viktor Frankl sowie der Jurist, Hochschullehrer und spätere Leiter der Zentralwohlfahrtsstelle der Juden in Deutschland Berthold Simonsohn.

## Juristische Aufarbeitung
Vinzenz Schöttl, ab Februar 1945 stellvertretender Lagerkommandant des KZ-Außenlagerkomplexes Kaufering unter Otto Förschner und im Außenlager Kaufering III bis zur Räumung des Lagers für die Arbeitseinteilung verantwortlich, wurde im Dachau-Hauptprozess zum Tod verurteilt, das Urteil Ende Mai 1946 im Kriegsverbrechergefängnis Landsberg vollstreckt. Franz-Xaver Trost, Kapo im Außenlager Kaufering III, wurde 1950 wegen vierfachen Mordes und Körperverletzung zu lebenslanger Haft verurteilt, die er bis 1973 verbüßten musste.

## Erinnerung und Gedenken

### Gedenkort
Auf dem Großteil des ehemaligen Geländes des KZ-Außenlagers befindet sich eine Kleingartenanlage. Im Jahr 1993 stellt die Gemeinde Kaufering in Zusammenarbeit mit der Bürgervereinigung Landsberg im 20. Jahrhundert eine Informationstafel auf. Diese informiert über den KZ-Außenlagerkomplex Kaufering und das KZ-Außenlager Kaufering III (s. Foto).

### Der erste Gedenkstein des KZ-Außenlagerkomplexes Kaufering
Neben der Informationstafel befinden sich zwei Gedenksteine. Hierbei handelt es sich um einen persönlichen Gedenkstein und den ersten im Landkreis Landsberg aufgestellten Gedenkstein zum KZ-Außenlagerkomplex Kaufering. Bereits im Jahr 1984, ein Jahr nach Veröffentlichung der ersten lokalen Forschungsarbeiten durch die Bürgervereinigung Landsberg im 20. Jahrhundert, wurde auf Anregung des Heimatforschers Anton Posset der erste dieser beiden Gedenksteine mit mahnender Inschrift auf dem noch vorhandenen Fundament der Küchenbaracke errichtet. Der Text dieses Gedenksteines wurde von ihm in einer Diskussion mit Viktor Frankl entwickelt:
Geschändete und Geopferte mahnen

Euch – Menschen lasst nicht ab vom

Streben nach Freiheit, Frieden und

Recht.
An der Einweihung des vom damaligen Bürgermeisters von Kaufering Fritz Jung gestifteten Gedenksteines am 11. November 1984 war Viktor Frankl als ehemaliger Lagerinsasse anwesend und hielt eine Gedenkrede.

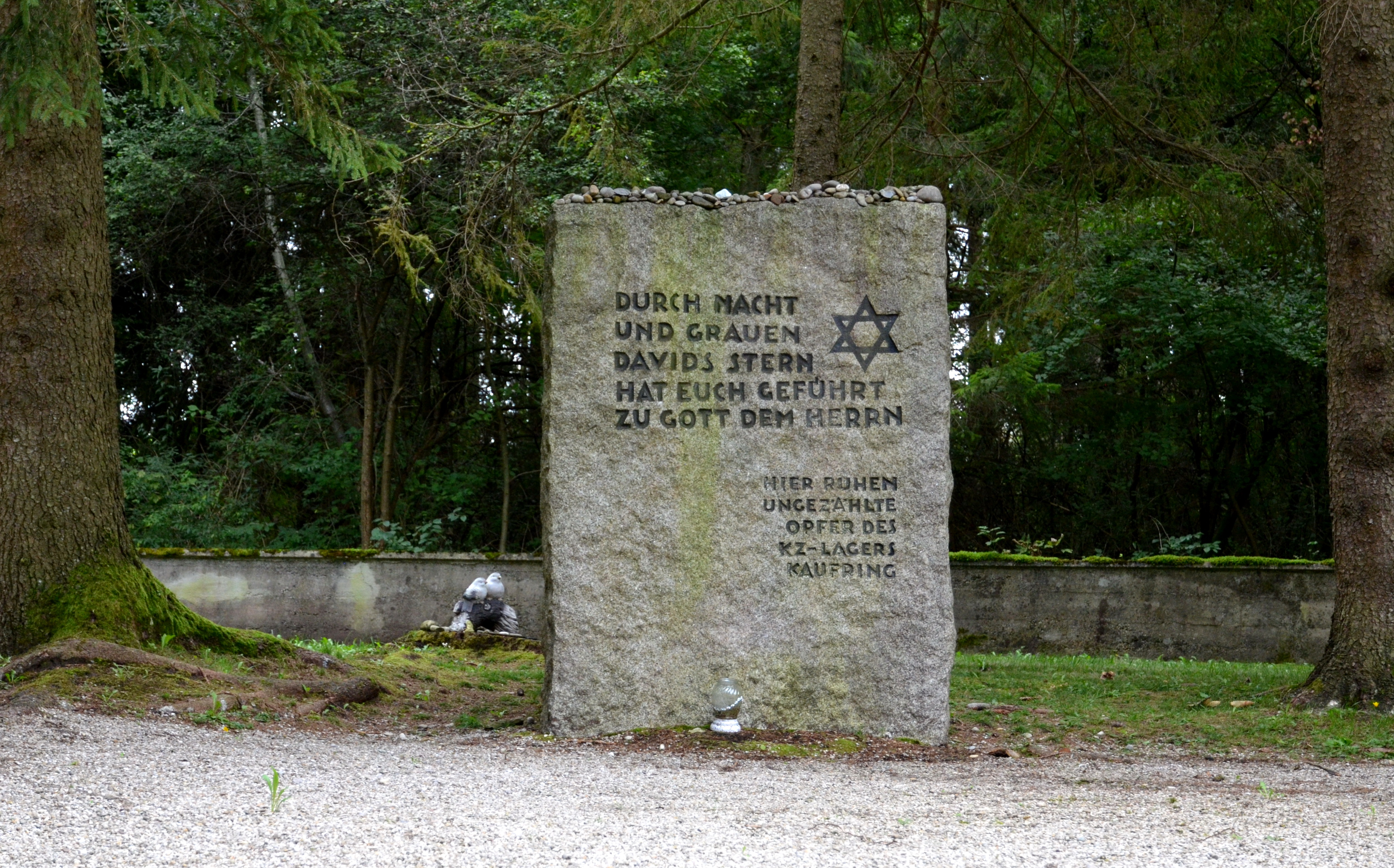
KZ-Friedhof Kaufering Süd, an der Staustufe 18 des Lechs (2021).

### KZ-Friedhof Kaufering-Süd
Der KZ-Friedhof Kaufering-Süd befindet sich etwa 1,5 km nördl. des Kauferinger Ortsausgangs die Augsburger Straße (LL 20) Richtung Augsburg fahrend rechts, 200 Meter südwestlich der Staustufe 18 des Lechs.
Unzählige KZ-Opfer. Das War Crimes Investigation Team entdeckte bei den Friedhöfen Kaufering-Süd & Kaufering-Nord zwei Massengräber mit je 2000–2500 Toten. Die Inschrift:

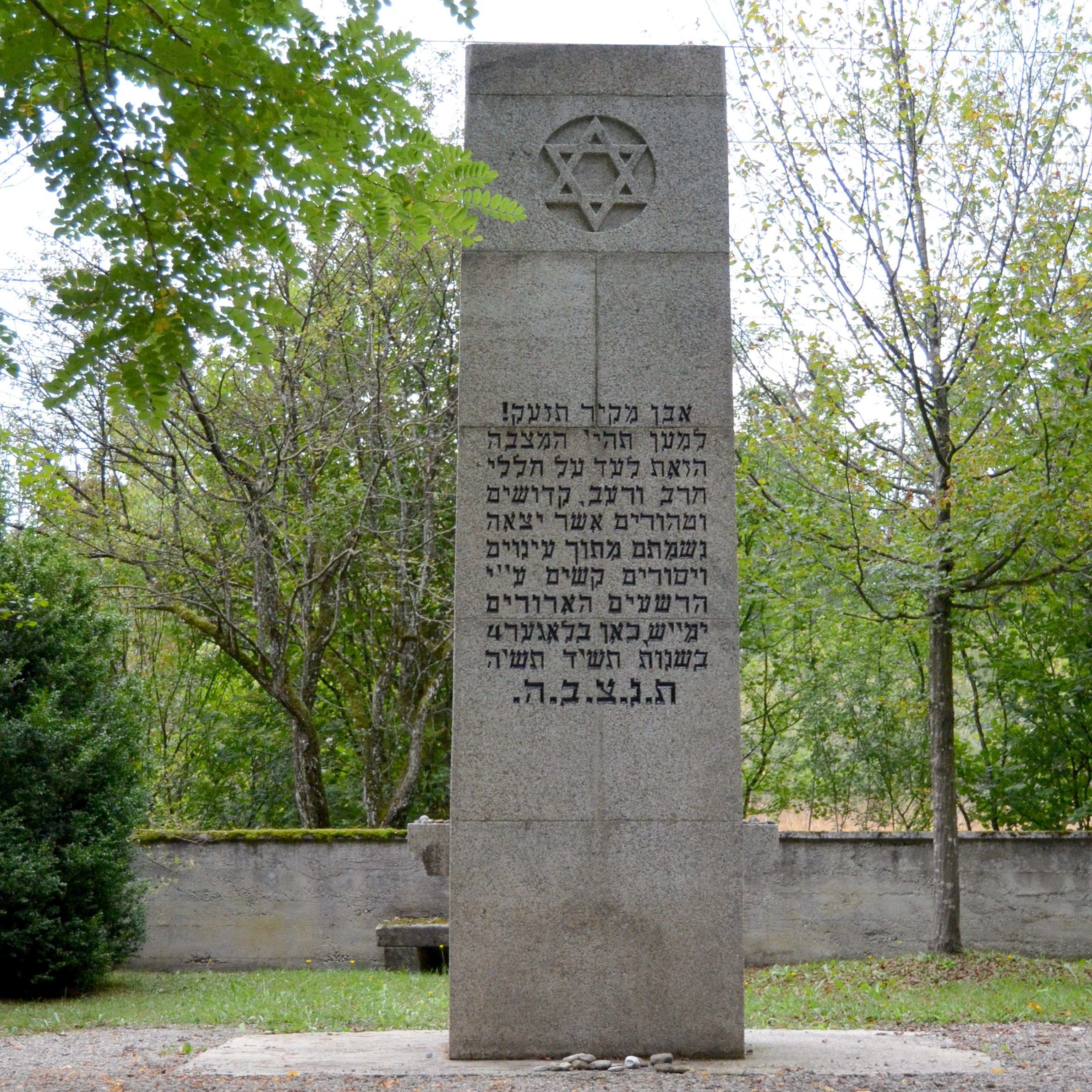
KZ-Friedhof Kaufering-Nord, etwa 100 Meter nördl. des KZ-Friedhofs Kaufering-Süd (2021).

Durch Nacht

und Grauen

Davids Stern

hat Euch geführt

zu Gott dem Herrn

Hier ruhen

ungezählte

Opfer des

KZ-Lagers

Kaufring

### KZ-Friedhof Kaufering-Nord
Der KZ-Friedhof Kaufering-Nord befindet sich etwa 100 m nördl. des KZ-Friedhofs Kaufering-Süd (s. oben), etwas versteckt, ohne Wegweiser.
Unzählige KZ-Opfer. Das War Crimes Investigation Team entdeckte bei den Friedhöfen Kaufering-Süd & Kaufering-Nord zwei Massengräber mit je 2000–2500 Toten. Die hebräische Inschrift verweist auf die vielen Toten aus den Jahren 1944 und 1945:
אבן מקיר תזעק

למען תהי המצבה

הואת לעד על חללי

חרב ורעב, קדושים

וטהורים אשר יצאה

נשמתם מתוך עינוים

ויסורים קשים עייל

הרשעים הארורים

4 כאן בלאגער ימייש

בשנות תשייד תשייה

ת.נ.צ.ב.ה.
Die gleiche Inschrift findet sich auf dem zentralen Denkmal des KZ-Friedhofs Landsberg.
In den 1970er Jahren ergänzt um einen kleinen einfachen Gedenkstein mit Inschrift auf Deutsch:
Hier ruhen

48 unbekannte

grossenteils wohl

jüdische KZ-Tote

die 1973 in der Um-

gebung geborgen

werden konnten
Das Bayerische Landesamt für Denkmalpflege führt diese beiden Friedhöfe in der Liste der Baudenkmäler unter der Ortsbezeichnung „Schwabau“.

## Film
- United States Holocaust Memorial Museum: Oral history interview with Shaul Sadan. In: Film, Audio and Video / Testimony. ushmm.org, 16. Mai 1993, abgerufen im September 2021 (hebräisch, Accession Number 1995.A.1272.131, RG Number RG-50.120.0131): „Dachau, Kaufering: Describes travel to Dachau and working at building underground factories. Sent to Kaufering camp #3 where he was wounded in transferring huge concrete bags.  Describes the struggle between hiding from the exhausting work and starving. As the end of the war approached, he volunteered for the very risky ‘bomb commandos’“